# Maximilian Wissel

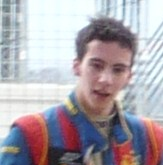
Maximilian Wissel in 2010

Maximilian "Max" Wissel (Alzenau, 24 november 1989) is een Duits autocoureur.
Sinds 2008 rijdt hij in de Superleague Formula voor het team FC Basel 1893 in zowel het seizoen 2008, 2009 als 2010.

## Carrière
- 2006: Formule BMW ADAC, team GU-Racing International.
- 2007: Formule BMW ADAC, team GU-Racing International (1 overwinning).
- 2008: Formule Renault 2.0 NEC, team GU-Racing International (8 races).
- 2008: Superleague Formula, team FC Basel 1893.
- 2009: Superleague Formula, team FC Basel 1893 (1 overwinning, 3e in kampioenschap).
- 2010: Superleague Formula, team FC Basel 1893.

## Superleague Formula resultaten
- Races vetgedrukt betekent pole positie, Races cursief betekent snelste ronde

| Jaar | Inschrijving  | 1       | 2      | 3      | 4       | 5      | 6      | 7        | 8       | 9       | 10      | 11      | 12      | 13   | 14   | 15   | 16   | 17   | 18   | 19   | 20   | 21   | 22   | 23   | 24   | 25   | 26   | 27   | 28   | 29   | 30   | 31   | 32   | 33   | 34   | 35   | 36   | Rang | Punten |
| ---- | ------------- | ------- | ------ | ------ | ------- | ------ | ------ | -------- | ------- | ------- | ------- | ------- | ------- | ---- | ---- | ---- | ---- | ---- | ---- | ---- | ---- | ---- | ---- | ---- | ---- | ---- | ---- | ---- | ---- | ---- | ---- | ---- | ---- | ---- | ---- | ---- | ---- | ---- | ------ |
| 2008 | FC Basel 1893 | DON1 9  | DON2 7 | NÜR1 9 | NÜR2 13 | ZOL1 4 | ZOL2 5 | EST1 18  | EST2 14 | VAL1 12 | VAL2 15 | JER1 11 | JER2 17 |      |      |      |      |      |      |      |      |      |      |      |      |      |      |      |      |      |      |      |      |      |      |      |      | 15   | 205    |
| 2009 | FC Basel 1893 | MAG1 10 | MAG2 3 | ZOL1 4 | ZOL2 8  | DON1 1 | DON2 3 | EST1 DNS | EST2 11 | MON1 9  | MON2 14 | JAR1 5  | JAR2 8  |      |      |      |      |      |      |      |      |      |      |      |      |      |      |      |      |      |      |      |      |      |      |      |      | 3    | 308    |
| 2010 | FC Basel 1893 | SIL1 5  | SIL2 6 | SILS 2 | ASS1    | ASS2   | ASSS   | MAG1     | MAG2    | MAGS    | JAR1    | JAR2    | JARS    | NÜR1 | NÜR2 | NÜRS | ZOL1 | ZOL2 | ZOLS | BRH1 | BRH2 | BRHS | ADR1 | ADR2 | ADRS | POR1 | POR2 | PORS | LOS1 | LOS2 | LOSS | TBA1 | TBA2 | TBAS | TBA1 | TBA2 | TBAS | 3    | 66     |